# Choerodon fasciatus
Choerodon fasciatus là một loài cá biển thuộc chi Choerodon trong họ Cá bàng chài. Loài này được mô tả lần đầu tiên vào năm 1867.

## Từ nguyên
Từ định danh fasciatus trong tiếng Latinh mang nghĩa là "có các dải sọc", hàm ý đề cập đến các dải sọc màu đỏ, đen và xanh ở hai bên thân của loài cá này.

## Phạm vi phân bố và môi trường sống
Từ quần đảo Ryukyu (Nhật Bản) và đảo Đài Loan, phạm vi của C. fasciatus trải dài đến quần đảo An Thới (Phú Quốc, Việt Nam) và Philippines, xa hơn ở phía nam đến Papua New Guinea, bờ biển bang Queensland và đảo Lord Howe (Úc), và cả quốc đảo Nouvelle-Calédonie.
C. fasciatus sống tập trung gần các rạn san hô ở độ sâu đến 35 m.

## Mô tả
Chiều dài lớn nhất được ghi nhận ở C. fasciatus là 30 cm. Cơ thể đặc trưng bởi các dải sọc màu cam/đỏ xen kẽ các dải xám/đen, và cá sọc mảnh màu xanh lam ở cá trưởng thành. Vây ngực màu vàng. Đuôi màu trắng, phớt đỏ ở nửa sau. Mống mắt màu đỏ tươi. Răng của chúng có màu xanh lam. Vây lưng, vây hậu môn và vây bụng có màu đỏ cam, được viền màu xanh ánh kim ở rìa. Cá con có 4 đốm đen lớn: 2 hai ở trước và sau vây lưng, một trên vây bụng và vây hậu môn.
Số gai ở vây lưng: 12; Số tia vây ở vây lưng: 8; Số gai ở vây hậu môn: 3; Số tia vây ở vây hậu môn: 10; Số tia vây ở vây ngực: 14–15; Số gai ở vây bụng: 1; Số tia vây ở vây bụng: 5.

## Sinh thái học
Thức ăn của C. fasciatus bao gồm các loài giáp xác, nhuyễn thể, da gai và nhiều loài giun biển.

## Thương mại
Do có màu sắc khá bắt mắt, C. fasciatus được đánh bắt để nuôi làm cá cảnh. Ở Úc, đây là loài cá cảnh tương đối đắt tiền, giá khoảng 26 USD cho mỗi con.

### Trích dẫn
- Gomon, Martin F. (2017). "A review of the tuskfishes, genus Choerodon (Labridae, Perciformes), with descriptions of three new species" (PDF). Memoirs of Museum Victoria. Quyển 76. tr. 1–111. doi:10.24199/j.mmv.2017.76.01.